# 格倫伍德種植園 (緬因州)
格倫伍德種植園（英語：Glenwood Plantation）是位於美國緬因州阿魯斯圖克縣的一個種植園。

## 人口
根據2020年美國人口普查的數據，格倫伍德種植園的面積為102.40平方千米，當中陸地面積為98.80平方千米，而水域面積為3.60平方千米。當地共有人口5人，而人口密度為每平方千米0人。